# 婁宿增六
婁宿增六 (α Tri/三角座α)，是位於三角座的聯星。它的傳統名字是 Mothallah或Ras al Muthallah和Caput Trianguli，來自於涵義為"三角形的頭"的片語和詞彙。

## 特性
估计这个系统的合并恒星分类从F5III到F6IV，亮度分类‘IV’或‘III’代表主星是一个次巨星或巨星。它是一个密近的光谱联星的成员，它们以1.736天的周期绕行它们的共同质心。因为主星快速自转，呈现扁球体。该星受到伴星引力影响被拉伸成椭球体，从地球观察，在轨道周期间变化亮度，这种恒星就是椭球变星。在数百万年内，随着主星持续向红巨星演化，该系统可能会变成半接触双星，填满并溢出洛希瓣。
这对双星平均视星等3.42，可以用肉眼看见。它在这个较暗淡的星座中是第二亮星，仅次于天大将军九。视差测量显示该系统距离地球63光年。主星的表面温度6,288K，散发出白色的光芒。它的半径大约是太阳的3倍。这个系统估计年龄大约16亿年。

## 外部連結
- 婁宿增六